# Petrus Emelius Tegelberg (1838-1917)
Petrus Emelius Tegelberg (Moergestel, 7 juni 1838 - Amsterdam, 3 juni 1917) was een Nederlands ondernemer.

## Werk
Tegelberg begon zijn carrière in 1855 als marine-officier; in 1867 werd hij bevorderd tot luitenant ter zee 1e klasse. 
In 1873 verliet hij de marine, en werd benoemd tot mededirecteur van de Stoomvaart-Maatschappij Nederland, waar hij samen met H.H.J. Boissevain en Jhr. Op ten Noort de directie vormde. In 1888 was hij samen met Willem Ruys (1837-1901) en Jan Boissevain medeoprichter van de Koninklijke Paketvaart Maatschappij (KPM), waar Tegelberg verder diende als directeur. Hij zat ook in het bestuur van de Handelsvereniging Nederland-Bombay.
Tegelberg was ridder in de Orde van de Nederlandse Leeuw, ridder in de Orde van de Witte Valk en officier in de Orde van de Leeuw en de Zon van Perzië. Tegelberg en echtgenoot woonden ten tijde van zijn overlijden aan de Sarphatistraat 12 in Amsterdam.

### Familie
Hij trouwde op 19 mei 1870 te Elsene met Nicoline Cornelie d'Abo (1847 - 1931), dochter van Gerard Louis d'Abo en Geertruida Jacoba Eduardine Kulenkamp Lemmers. Hun oudste zoon Petrus Emelius Tegelberg werd ook directeur van de Stoomvaartmaatschappij Nederland en later president-commissaris. Hun jongste zoon Gerard Louis Tegelberg was ingenieur en directeur van N.V. Geveke. Hun oudste dochter Francine Johanna Tegelberg huwde Johan Barthold Frans van Hasselt, zoon van Anne van Hasselt en oom van verzetsstrijder Johan Barthold Frans van Hasselt. Hun jongste dochter overleed op 22-jarige leeftijd.

## Vernoeming
Het schip Tegelberg van de Koninklijke Paketvaart Maatschappij was naar hem genoemd, de zusterschepen Boissevain en Ruys waren naar de andere oprichters van de Paketvaart. Ook het P.E. Tegelbergplein in Amsterdam is naar hem vernoemd.